# Brauerei Hönig
Die Brauerei Hönig GbR ist eine Brauerei im oberfränkischen Tiefenellern (Gemeinde Litzendorf). Der Jahresausstoß beträgt etwa 6.500 Hektoliter.
Gegründet wurde die Brauerei 1478. Seit dem Jahr 1778 sind Brauerei und Gasthof im Familienbesitz. Der Gasthof der Brauerei wird auch „Zur Post“ genannt, denn bis zum Jahr 1911 war dort eine Poststation beheimatet, inklusive Umsattlerei und Pferdestall. In der Braustätte werden ganzjährig die Biersorten Lagerbier, Pils, Weizenbier und das sogenannte „Posthörnla“ (leicht rauchig) gebraut. Saisonal gibt es Festbier zu Weihnachten und Ostern sowie Weihnachtsbock ab dem vorletzten Freitag im Oktober. Außerdem werden sieben verschiedene alkoholfreie Getränke hergestellt.
Die Brauerei ist Mitglied im Brauring, einer Kooperationsgesellschaft privater Brauereien aus Deutschland, Österreich und der Schweiz.